# Список замков Уэст-Лотиана
Ниже представлен список замков в округе Уэст-Лотиан, Шотландия.
| Название                                    | Тип                         | Дата постройки | Состояние           | Изображение | Владение                           | Примечания |
| ------------------------------------------- | --------------------------- | -------------- | ------------------- | ----------- | ---------------------------------- | --- |
| Замок Аберкорн (англ. Abercorn Castle)      | мотт и бейли                | XII в.         | не сохранился       |             | Маркиз Линлитгоу                   | Оплот Чёрных Дугласов. В 1455 году Яков II осадил Джеймса Дугласа, 9-го графа Дуглас, захватил замок и разрушил его. Земли перешли к клану Сетон. Ныне на территории Хоуптоун-хауса. |
| Замок Баадс (англ. Baads Castle)            | неизвестно                  | ок. 1588       | не сохранился       |             |                                    | Собственность Дугласов, сгорел в 1736 году. Точное местонахождение неизвестно. |
| Замок Батгейт (англ. Bathgate Castle)       | мотт и бейли                | XII в.         | фрагментарные руины |             |                                    | Часть приданого Марджори Брюс, дочери Роберта Брюса, на свадьбу с Уолтером Стюартом, 6-м лордом-стюардом Шотландии в 1314 году. После смерти Уолтера в 1327 году замок, вероятно, забросили. |
| Замок Бонхард (англ. Bonhard Castle)        | рыцарская башня             | XVI в.         | не сохранился       |             | частная собственность              | Сгорел в 1959 году, снесён в 1962 году. На месте замка стоит новый дом. Рисунок 1887 года. |
| Замок Бридж (англ. Bridge Castle)           | рыцарская башня             | XVI в.         | перестроен          |             | частная собственность              | В 1578 году приобретён Уильямом Ливингстоном, 6-м лордом Ливингстон, оставался во владении семьи до восстания якобитов 1715 года. Впоследствии расширен, перестроен в 1886 году. В 1970-х годах гостиница, ныне частные апартаменты.                                                                                       |
| Замок Кэрнс (англ. Cairns Castle)           | рыцарская башня             | ок. 1440       | руины               |             |                                    | Построен для сэра Джорджа Крайтона (ум. 1454), который был лордом-адмиралом Шотландии и получил титул графа Кейтнесс в 1452 году. |
| Замок Каррибер (англ. Carribber Castle)     | рыцарская башня             | XVI в.         | руины               |             |                                    | В XVI веке во владении семьи Гибб, шотландских землевладельцев и придворных. В 1710 году замок перешёл к клану Хэй, а затем к Блэрам из Эйвонтона. |
| Замок Кустон (англ. Couston Castle)         | рыцарская башня             | XV—XVII вв.    | не сохранился       |             |                                    | Принадлежал семье Сандилендс. К началу XX века лежал в руинах на территории фермы. В 2006 году руины признаны опасными и снесены. |
| Замок Дантарви (англ. Duntarvie Castle)     | особняк в стиле Возрождения | 1590           | руины               |             | частная собственность              | Землями с 1527 года владел клан Линдси, с 1605 года — Гамильтоны из Аберкорна, с 1826 года — графы Хоуптоун. Заброшен в 1840-е годы и пришёл в упадок. В конце XX века куплен частным лицом, реконструкция идёт с 1995 года.                                                                                               |
| Биннс (англ. The Binns)                     | особняк в виде замка        | 1621—1630      | перестроен          |             | Национальный фонд Шотландии        | Земли куплены семьёй Далейль в 1612 году; они же перестроили замок XV века. Особняк несколько раз расширялся и был полностью перестроен в начале XIX века. Здесь родился генерал Томас Далейль (1615—1685). В 1944 году дама Элеонор Далейль передала его государству, однако баронеты Далейль сохранили право в нём жить. |
| Замок Иллистон (англ. Illieston Castle)     | особняк                     | ок. 1600       | перестроен          |             | частная собственность              | Построен Гамильтонами, куплен Джоном Эллисом ок. 1663 года. В 1693 году вернулся к Гамильтонам, в 1765 году перешёл к Джеймсу Хоуп-Джонстону, 3-му графу Хоуптоун. В 1856 году восстановлен Уильямом Берном. Несколько раз менял владельцев, в последний раз в 2019 году. Частная резиденция.                              |
| Дворец Линлитгоу (англ. Linlithgow Palace)  | королевский замок           | 1424           | руины               |             | Агентство «Историческая Шотландия» | Укрепление, известное как Пиль (англ. The Peel), было построено королём Англии Эдуардом I в 1302 году. Перестроен как дворец в 1424 году королём Шотландии Яковом I, расширен в грандиозный четырёхугольный комплекс последующими монархами. Сгорел в 1746 году, когда в нём жил герцог Камберлендский.                    |
| Замок Лохкот (англ. Lochcote Castle)        | рыцарская башня             | неизвестно     | руины               |             |                                    | Одно время использовался как голубятня. Замок был заменён Лохкот-хаусом, который сам был снесён в XIX веке. |
| Замок Мидхоуп (англ. Midhope Castle)        | рыцарская башня             | конец XVI в.   | руины               |             | частная собстсвенность             | Принадлежал клану Драммонд. В 1678 году куплен Джоном Хоупом (отец 1-го графа Хоуптоун), перестроен и расширен. В 1926 году разделён на квартиры, впоследствии пустовал. «Сыграл роль» Лаллиброха в телесериале «Чужестранка».                                                                                             |
| Замок Муристон (англ. Murieston Castle)     | рыцарская башня             | XVI в.         | руины               |             | частная собственность              | Перестроен как каприз в 1824 году, немногое сохранилось от оригинального строения. Ныне на территории частной фермы. |
| Замок Ниддри (англ. Niddry Castle)          | рыцарская башня             | XVI в.         | восстановлен        |             | частная собственность              | Родовое гнездо лордов Сетон. 7-й лорд Сетон привёз сюда Марию Стюарт после её побега из Лохливена. В XVII веке надстроен, ок. 1680 года перешёл к Хоупам из Хоптоуна. Восстановлен без верхнего этажа XVII века. Частная резиденция.                                                                                       |
| Замок Очилтри (англ. Ochiltree Castle)      | рыцарская башня             | конец XVI в.   | восстановлен        |             | частная собственность              | Принадлежал Стерлингам из Кейра. Перестроен в конце XVII века. В 1816 году во владении Арчибальда Джона Примроуза, 4-го графа Розбери. В 1981 году восстановлен. Частная резиденция. |
| Замок Огильфейс (англ. Ogilface Castle)     | рыцарская башня             | неизвестно     | не сохранился       |             |                                    | В XII веке Огильфейс принадлежал семье Ветери Понте. Позже перешёл к графу Линлитгоу и использовался ковенантерами во время религиозных конфликтов XVII века. Ныне полностью разрушена. |
| Пиль Ливингстона (англ. Peel of Livingston) | рыцарская башня             | конец XIV в.   | не сохранился       |             |                                    | Размещал английский гарнизон во время войн за независимость Шотландии. В XVIII веке были видны остатки земляных оборонительных сооружений и ров. Ныне на территории Ливингстона, точное местоположение неизвестно. |
| Замок Памферстон (англ. Pumpherston Castle) | неизвестно                  | XV в.          | не сохранился       |             |                                    | С 1489 года и до конца XVII века здесь проживала ветвь клана Дуглас. Руины разобраны в конце XVIII века. |
| Башня Стэнихилл (англ. Staneyhill Tower)    | рыцарская башня             | ок. 1630       | руины               |             |                                    | Построен сэром Уильямом Шарпом (1622—1685), братом архиепископа Сент-Эндрюса Джеймса Шарпа (1618—1679), убитого ковенантерами. В XVIII веке в собственности графов Хоуптоун, частично разобран на строительный камень. |
| Замок Стратброк (англ. Strathbrock Castle)  | мотт и бейли                | неизвестно     | не сохранился       |             |                                    | Земли подарены Фрескину королём Шотландии Давидом I в XII веке. К началу XV века в собственности Дугласов, в 1524 году там жил настоятель местной церкви. Ныне на территории деревни Апхолл. |
| Замок Тартравен (англ. Tartraven Castle)    | неизвестно                  | неизвестно     | не сохранился       |             | частная собственность              | Принадлежал семье Росс. Руины были ещё видны в начале XIX века. Находится на территории частной фермы, которая, возможно, построена с использованием замкового камня. |